# Памятник Александру Островскому (Москва, Малая Ордынка)
Па́мятник Алекса́ндру Остро́вскому — памятник российскому драматургу Александру Островскому.

## История
Установлен в 1954 году во дворе дома, где родился писатель. Авторами проекта являются скульптор Георгий Мотовилов и архитектор Леонид Поляков. В 1960-м памятник был взят под государственную охрану.
Погрудный бронзовый бюст установлен на постамент из чёрного полированного гранита. На пьедестале расположена позолоченная надпись: «Александр Николаевич Островский 1823—1886».